# Trident
Trident es el nombre del motor de renderizado propietario usado por Internet Explorer para Windows. Es desarrollado por Microsoft.
Su primera aparición fue con el lanzamiento de Internet Explorer 4 en octubre de 1997.
Trident fue diseñado como un componente software que permitía a los desarrolladores de software añadir la funcionalidad de navegación web a sus propias aplicaciones fácilmente. Presenta una interfaz COM para acceder y editar páginas web en cualquiera de los entornos que soporten COM, como C++ y .NET. Por ejemplo, un control de navegación web puede ser añadido a un programa en C++ y Trident puede usarse para acceder a la página mostrada en el navegador y acceder a valores de elementos. También se pueden capturar eventos de control del navegador web. Para poder habilitar la funcionalidad de Trident, es necesario conectar el archivo mshtml.dll al proyecto software.
De forma alternativa, Microsoft también utilizó un motor de navegación conocido como Tasman, que se usó en Internet Explorer para Mac. Tasman es conocido por su buen soporte de estándares, aunque ya no hay soporte oficial ni nuevas versiones de este navegador y su motor.
Trident continúa recibiendo soporte para el modo IE de Microsoft Edge al menos hasta 2029.

## Interfaces
Es posible incorporar el motor en otras aplicaciones. Esta característica ha sido utilizada para desarrollar nuevos navegadores reescribiendo la interfaz y usando el motor como base, como los navegadores Maxthon, Proximat Voyager y G-Browser.

## Versiones
| Versión de Trident    | Versión de la biblioteca MSHTML.dll | Versión de Internet Explorer | Versión de Internet Explorer Mobile | Notas                                                                                             |
| --------------------- | ----------------------------------- | ---------------------------- | ----------------------------------- | ------------------------------------------------------------------------------------------------- |
| Sin número de versión | 4.0.x                               | 4.0                          | N/A                                 | Versión inicial.                                                                                  |
| Sin número de versión | 5.0.x                               | 5.0                          | N/A                                 | Mejoras al soporte para CSS1 y cambios drásticos en el renderizado para CSS2.                     |
| Sin número de versión | 5.5.x                               | 5.5                          | N/A                                 | Arreglo de errores de manejo CSS.                                                                 |
| Sin número de versión | 6.0.x                               | 6.0                          | N/A                                 | Correcciones para el bug box model y añadido el modo quirks para ser usado mediante DTD.          |
| Sin número de versión | 7.0.x                               | 7.0                          | N/A                                 | Arreglados muchos errores en el renderizado de CSS y añadido soporte parcial para canal alfa PNG. |
| 3.1                   | 7.0                                 | N/A                          | 7.0                                 | Versión de Trident para funcionar en sistemas móviles.                                            |
| 4.0                   | 8.0.x                               | 8.0                          | N/A                                 | Soporte completo para CSS 2.1. Primera versión en pasar el test Acid2.                            |
| 5.0                   | 9.0.x                               | 9.0                          | N/A                                 | Añadido soporte para CSS3, SVG, XHTML y HTML5.                                                    |

## Aplicaciones basadas en Trident
- Internet Explorer 4.0 y posteriores.
- Explorador de Windows en todas las versiones de Windows desde Windows 98.
- Y varios shell de Internet Explorer
- Vista web de RealPlayer
- MSN Explorer
- La versión 8 de Netscape (en conjunto con Gecko), la 9 será sólo Gecko
- Microsoft Outlook y Outlook Express usan Trident para renderizar los mensajes HTML y la pantalla "Outlook Hoy"
- Microsoft Encarta y productos relacionados
- El Reproductor de Windows Media usa Trident para renderizar las listas de medios
- El software Steam de Valve usaba Trident para renderizar las secciones "Browse Games" y "Update News", ahora usa el motor de renderizado web WebKit.
- El navegador Avant Browser
- El software U3 incluido en algunas USBs de SanDisk usa Trident para renderizar páginas de descargas y soporte.
- El complemento de Firefox, IE Tab usa Trident para renderizar páginas únicamente compatibles con Internet Explorer.
- Norton Antivirus, Norton 360 y productos relacionados usan Trident para renderizar páginas de soporte y actualización.